# さくら子すみれ子
『さくら子すみれ子』（さくらこすみれこ）は、わたなべまさこによる日本の漫画作品。
集英社の『週刊マーガレット』の1965年30号（昭和40年 7月25日号）から1966年10号（昭和41年3月6日号）まで連載された。
単行本は、1971年にティーンコミックスデラックス（若木書房）から全2巻が刊行された。1992年にはわたなべまさこ名作集としても刊行されている。

## ストーリー
アメリカで牧場経営事業を持つ白鳥夫妻は、種馬探しを兼ねて九州阿蘇を訪れていたが、活火山の大噴火に巻き込まれてしまう。臨月の妊婦だった白鳥夫人千穂はそのショックで出産が始まってしまうが、偶然通りかかった帰省中の看護婦菊に助けられ、牧草を刈る季節のみ使われる草泊まりの小屋で、無事に双子の女児が誕生する。しかし白鳥夫人は双子につけたい名前を「さくら子…すみれ子…」とつぶやいた後、衰弱死。菊は、東京でひと月前に出産してすぐ子どもを亡くしていたので、双子にお乳を飲ませているうちに情が移ってしまい、一人を自分の子どもとして育てようと決心、翌朝迎えに来た白鳥氏とその両親には子どもを一人だけ渡す。しかし、自責の念にかられた菊は、阿蘇山中に住む元は軍医だった老父源造に、さくら子と名付けた子どもを託した後、火口に身を投げて自ら命を絶つ。源造は菊の残した書き置きに従ってさくら子を東京の白鳥家に返しに行こうとするが、娘を亡くした悲しみを癒してくれるさくら子を手放せなくなり、人里離れた山奥で育てるようになっていた。
10年後。阿蘇では、草泊まりの小屋のあった丘に、亡くなった夫人を偲んだ白鳥家の別荘が建てられていた。生前の菊とは親友だった小夜の弟、順平は、はじめて別荘を訪れた白鳥家の令嬢すみれ子と知りあって親しくなる。その頃の阿蘇のふもとの村では、山の奥深くに住むという「みやま」と呼ばれる黒い馬が時おり里に降りてきて、大事な家畜の馬を山奥へ連れていってしまうという事件が続いていた。小夜と順平の家からも家畜馬の青が連れ去られ、白鳥家の別荘からも、すみれ子の愛馬ホワイトローズが連れ去られてしまった。順平は、祖母や姉の反対を押し切り、馬達を取り戻すために危険の多い阿蘇山中へと出かけるが、見覚えのある馬達をみつけた途端、崖から転落。負傷した順平が意識を取り戻した時、目の前にいたのは、すみれ子と同じ顔の少女で、さくら子という名前だった。村では昔から伝説的な名馬とも言われてきた「みやま」を乗りこなしているのも、さくら子だった。村からいなくなった馬達は、山中の牧草地で繋がれることのない自由な世界にいた。
源造こと源爺の医術の心得によって回復した順平は、さくら子と仲よくなるが、さくら子にとっては、初めて出会った人間の友達だった。源爺は、順平の言葉によって東京から白鳥家の人々が阿蘇に来ていることを察知するが、自分とさくら子の存在を口外しないように言い含めて順平を里へ返す。いつの日かさくら子とすみれ子を引き会わせたいと思いつつ、順平が何日かぶりに里へ戻ると、すみれ子からの手紙が届けられていた。すみれ子は父の仕事先に随行してアメリカへ発った直後だった。
阿蘇の白鳥家の別荘には、孫娘のすみれ子を思う祖母が使用人達と滞在していたが、白鳥氏とすみれ子の乗った飛行機が墜落したというニュースが飛び込んでくる。そのショックで祖母は心のタガが外れてしまい、すみれ子の姿を求めて、噴火の始まっている阿蘇山中へとさまよい出る。そして、すみれ子の姿をした少女と出会う。それは「みやま」とともに山を駆けていたさくら子だったが、祖母は生きて帰ってきたすみれ子だと思い込んでいた。この出会いをきっかけに、さくら子は、すみれ子の身代わりを務めることになってしまう。白鳥家の使用人達は、あるじと令嬢が行方不明のままで白鳥氏の母堂が正気をなくしていることから、偽のすみれ子を通じて白鳥家の財産を自由にするたくらみを持ったのである。さくら子は、体調を崩している源爺が欲しがっていた外国製の薬を何とか手に入れたくて、白鳥家の老婦人を頼ってきたところを、使用人達に言い含められ、そのまま東京の白鳥邸へ連れていかれる。
東京の白鳥邸で、さくら子が山の暮らしを恋しく思いながら、実の祖母とも知らずに慰めてきた老婦人、白鳥氏の母堂は、体が衰弱して他界する。その直後、白鳥氏とすみれ子の生存のニュースが舞い込む。使用人達のたくらみは潰えてしまうが、さくら子の手元には約束の薬品が手渡された。さくら子は身代わりの件が知られないうちに阿蘇へ帰されて、諦めかけていた源爺を歓喜させる。さくら子の留守中には、愛馬みやまとホワイトローズの子どもが産まれていたが、さくら子の喜びもつかの間、その子馬が行方不明になってしまう。一方、日本へ戻った白鳥氏は、飛行機事故で足を負傷し歩けなくなったすみれ子を養生させるために、阿蘇の別荘へ来ていた。すみれ子は、猟師が売りに来た子馬が以前の愛馬ホワイトローズに似ているので、迷わず父に買ってもらう。その晩、子馬の足取りを追って山を下りてきたさくら子は、白鳥家の別荘まで来てその子馬を発見。ついに、さくら子とすみれ子の出会う時がやってきた。
すみれ子は昼間買ってもらったばかりの子馬がかわいくて、その晩は寝室に子馬を入れて眠っていたが、夜が更けた頃、窓の外から子馬を呼び寄せる姿があった。さくら子である。物音に気づいて目を覚ましたすみれ子。対峙するふたりの少女は、お互いの顔が自分自身のそれと似ていることに気づくが、ドアの外に父の声が聞こえたので、すみれ子はあわててさくら子にベッドの下に隠れるよう指示する。ベッドの下のさくら子は、娘を心配する父親の言葉から、名前も知らないその少女は足が悪くて歩けない身であることを知る。すみれ子の父が去った後の寝室で、さくら子はその少女が馬を襲撃させたと勘違いしていたことを詫びる。すみれ子も危険を冒して子馬を取り戻しに来た少女に同情。さくら子は、闖入者の自分を家族に知らせず庇ってくれた少女の優しさを知り、あなたならこの子をかわいがってくれるだろうと言って子馬を託す。すみれ子は、山へ帰っていく行く少女に防寒用のストールを与えて見送った。
さくら子は山奥に戻って源爺に別荘での経緯を打ち明けた。源爺は、長い考え事を続けた後、さくら子の知らない所へ毎日少しずつ荷物を運ぶようになり、ある日外から帰ってきた時には、すみれ子を背負っていた。源爺は、さくら子とすみれ子の前で二人が双子の姉妹であることを打ち明け、二人の再会の喜びはそのまま二人が共に過ごす日々に変わっていく。源爺は、すみれ子の足を治してやりたいというさくら子の願いを叶えるべく、白鳥家からこっそり連れてきたのだった。白鳥家では、しばらくお預かりするという旨を記した書き置きが残されていてすみれ子の身が案じられていたが、すみれ子の主治医はその筆跡から、音信不通となった恩師の外科医を連想していた。山奥では源爺が温泉の沸く谷間に湯治小屋を造ってあったので三人はそこへ移り、さくら子が見守る中、源爺がすみれ子のマッサージ治療を続ける日々が始まった。（以下略）

## 登場人物
- さくら子
- すみれ子
- 白鳥氏
- 白鳥夫人
- 菊
- 源造（源爺）
- 小夜
- 順平
- 白鳥氏の母

## メモ
主要人物の設定および物語のプロットは、『山びこ少女』（少女ブック連載1957年 - 1959年）を受け継いでいる。